# Bilan saison par saison du Lausanne Hockey Club
Le Lausanne Hockey Club est une équipe membre de la Swiss Ice Hockey Federation (Fédération suisse de hockey sur glace). Cette page retrace ses résultats, depuis sa création, dans les différentes compétitions auxquelles elle a participé.

## Championnat de Suisse
Ce chapitre récapitule le parcours de l’équipe en championnat.

### Avant l'introduction des séries éliminatoires
| Saison    | PJ                                | V                                 | D                                 | N                                 | BP                                | BC                                | Pts                               | Classement                                                              | Remarque | Entraîneur                 |
| --------- | --------------------------------- | --------------------------------- | --------------------------------- | --------------------------------- | --------------------------------- | --------------------------------- | --------------------------------- | ----------------------------------------------------------------------- | --- | -------------------------- |
| 1922-1923 | Aucun championnat avec classement | Aucun championnat avec classement | Aucun championnat avec classement | Aucun championnat avec classement | Aucun championnat avec classement | Aucun championnat avec classement | Aucun championnat avec classement | Aucun championnat avec classement                                       | Pré-qualification zone ouest : · 8-1 Servette HC · Demi-finales zone ouest : · 1-22 HC Rosey Gstaad                                                                               |                            |
| 1923-1924 |                                   |                                   |                                   |                                   |                                   |                                   |                                   |                                                                         | |                            |
| 1924-1925 |                                   |                                   |                                   |                                   |                                   |                                   |                                   | Zone ouest de Série B                                                   | Finale ouest : · 3-1 HC Villars · Finale nationale : · ? HC Davos II |                            |
| 1925-1926 | Aucun championnat avec classement | Aucun championnat avec classement | Aucun championnat avec classement | Aucun championnat avec classement | Aucun championnat avec classement | Aucun championnat avec classement | Aucun championnat avec classement | Aucun championnat avec classement                                       | Demi-finale du groupe II de la zone ouest de Série B : · 1-3 Star Lausanne HC · Finale pour la 3e place : · 0-2 HC La Chaux-de-Fonds                                              |                            |
| 1926-1927 |                                   |                                   |                                   |                                   |                                   |                                   |                                   |                                                                         | |                            |
| 1927-1928 |                                   |                                   |                                   |                                   |                                   |                                   |                                   |                                                                         | |                            |
| 1928-1929 | Aucun championnat avec classement | Aucun championnat avec classement | Aucun championnat avec classement | Aucun championnat avec classement | Aucun championnat avec classement | Aucun championnat avec classement | Aucun championnat avec classement | Aucun championnat avec classement                                       | Demi-finale du groupe IV de Série B : · 6-3 HC La Chaux-de-Fonds II · Finale du groupe IV : · 11-3 Olympic La Chaux-de-Fonds · Demi-finales nationales : · 1-2 HC Rosey Gstaad II |                            |
| 1929-1930 | Aucun championnat avec classement | Aucun championnat avec classement | Aucun championnat avec classement | Aucun championnat avec classement | Aucun championnat avec classement | Aucun championnat avec classement | Aucun championnat avec classement | Aucun championnat avec classement                                       | Demi-finale du groupe I de Série B : · 9-0 HC Château-d'Œx II · Finale du groupe I : · 5-1 Servette HC · Demi-finales nationales : · ?                                            |                            |
| 1930-1931 | 2                                 | 1                                 | 1                                 | 0                                 | 6                                 | 8                                 | 2                                 | 2e de la poule I de la zone ouest de Série A                            | |                            |
| 1931-1932 | Aucun championnat avec classement | Aucun championnat avec classement | Aucun championnat avec classement | Aucun championnat avec classement | Aucun championnat avec classement | Aucun championnat avec classement | Aucun championnat avec classement | Aucun championnat avec classement                                       | Demi-finale de la zone ouest de Série A : · 3-2 Star Lausanne HC · Finale de la zone ouest : · 0-2 HC Château-d'Œx                                                                |                            |
| 1932-1933 | Aucun championnat avec classement | Aucun championnat avec classement | Aucun championnat avec classement | Aucun championnat avec classement | Aucun championnat avec classement | Aucun championnat avec classement | Aucun championnat avec classement | Aucun championnat avec classement                                       | Demi-finale de la zone ouest de Série A : · 0-3 HC Château-d'Œx |                            |
| 1933-1934 | Aucun championnat avec classement | Aucun championnat avec classement | Aucun championnat avec classement | Aucun championnat avec classement | Aucun championnat avec classement | Aucun championnat avec classement | Aucun championnat avec classement | Aucun championnat avec classement                                       | Qualification du groupe VII de Série B : · 2-0 Neuchâtel Sports Young Sprinters HC · Demi-finale du groupe VII : · 1-4 HC Crans-Montana                                           |                            |
| 1934-1935 | 2                                 | 1                                 | 0                                 | 1                                 | 5                                 | 2                                 | 3                                 | 1er du groupe II de la zone ouest de Série B                            | Demi-finales de la zone ouest : · 7-5 HC Caux · 6-2 HC Champéry · Finales de Série B : · 0-4 HC Bâle-Rotweiss · 0-2 HC Davos II                                                   |                            |
| 1935-1936 | Aucun championnat avec classement | Aucun championnat avec classement | Aucun championnat avec classement | Aucun championnat avec classement | Aucun championnat avec classement | Aucun championnat avec classement | Aucun championnat avec classement | Aucun championnat avec classement                                       | Demi-finale du groupe XI de Série B : · 0-3 HC Caux |                            |
| 1936-1937 |                                   |                                   |                                   |                                   |                                   |                                   |                                   |                                                                         | |                            |
| 1937-1938 |                                   |                                   |                                   |                                   |                                   |                                   |                                   | Groupe romand de Série A                                                | |                            |
| 1938-1939 | 3                                 | 2                                 | 1                                 | 0                                 | ?                                 | ?                                 | 4                                 | 2e du groupe romand de Série A                                          | |                            |
| 1939-1940 | Aucun championnat avec classement | Aucun championnat avec classement | Aucun championnat avec classement | Aucun championnat avec classement | Aucun championnat avec classement | Aucun championnat avec classement | Aucun championnat avec classement | Aucun championnat avec classement                                       | Demi-finale du groupe romand de Série A : · 7-3 HC Château-d'Œx · Finale du groupe romand : · 5-2 HC Champéry                                                                     |                            |
| 1940-1941 | 4                                 | 0                                 | 3                                 | 1                                 | 3                                 | 18                                | 1                                 | 5e de LNA                                                               | Barrage de promotion/relégation LNA/Série A : · 3-4 a. p. HC Bâle-Rotweiss | Albert Fanchamps           |
| 1941-1942 | 6                                 | 4                                 | 2                                 | 0                                 | 17                                | 17                                | 8                                 | 3e de LNA                                                               | | Albert Fanchamps           |
| 1942-1943 | 6                                 | 2                                 | 1                                 | 3                                 | 16                                | 16                                | 7                                 | 3e de LNA                                                               | |                            |
| 1943-1944 | 6                                 | 3                                 | 2                                 | 1                                 | 23                                | 17                                | 7                                 | 3e de LNA                                                               | |                            |
| 1944-1945 | 6                                 | 4                                 | 1                                 | 1                                 | 16                                | 13                                | 9                                 | 3e de LNA                                                               | |                            |
| 1945-1946 | 6                                 | 1                                 | 5                                 | 0                                 | 14                                | 23                                | 2                                 | 6e de LNA                                                               | |                            |
| 1946-1947 | 6                                 | 2                                 | 3                                 | 1                                 | 25                                | 28                                | 5                                 | 3e du groupe I de LNA                                                   | |                            |
| 1947-1948 | 7                                 | 1                                 | 5                                 | 1                                 | 29                                | 53                                | 3                                 | 7e de LNA                                                               | |                            |
| 1948-1949 | 6                                 | 0 2                               | 5 3                               | 1                                 | 16 24                             | 41 35                             | 1 5                               | 4e du groupe II de LNA 3e du tour de relégation                         | |                            |
| 1949-1950 | 6                                 | 3                                 | 2 3                               | 1 0                               | 18 21                             | 11 19                             | 7 6                               | 2e du groupe I de LNA 2e du tour final                                  | | Hans Cattini               |
| 1950-1951 | 6                                 | 4 3                               | 1                                 | 1 2                               | 38 35                             | 22 27                             | 9 8                               | 2e du groupe II de LNA 2e du tour final                                 | | Hans Cattini               |
| 1951-1952 | 6                                 | 2                                 | 4 2                               | 0 2                               | 17 20                             | 24 21                             | 4 6                               | 4e du groupe II de LNA 3e du tour de relégation                         | | Hans Cattini               |
| 1952-1953 | 14                                | 3                                 | 9                                 | 2                                 | 40                                | 85                                | 8                                 | 7e de LNA                                                               | | Hans Cattini               |
| 1953-1954 | 14                                | 1                                 | 13                                | 0                                 | 44                                | 129                               | 2                                 | 8e de LNA                                                               | Barrage de promotion/relégation LNA/LNB : · 4-9 HC Saint-Moritz · Relégué en LNB                                                                                                  | Hans Cattini               |
| 1954-1955 | 8                                 | 3                                 | 5                                 | 0                                 | 77                                | 80                                | 6                                 | 3e du groupe II de LNB                                                  | | Robert Dennison            |
| 1955-1956 | 10                                | 2                                 | 5                                 | 3                                 | 58                                | 64 ou 66                          | 7                                 | 5e du groupe ouest de LNB                                               | | Robert Dennison            |
| 1956-1957 | 8 2                               | 7 2                               | 1 0                               | 0                                 | 93 14                             | 29 8                              | 14 4                              | 1er du groupe ouest de LNB 1er du tour final                            | Barrage de promotion/relégation LNA/LNB : · 11-3 GC Zurich · Promu en LNA | Robert Dennison            |
| 1957-1958 | 14                                | 5                                 | 9                                 | 0                                 | 60                                | 84                                | 10                                | 7e de LNA                                                               | | Robert Dennison            |
| 1958-1959 | 14                                | 5                                 | 6                                 | 3                                 | 74                                | 84                                | 13                                | 5e de LNA                                                               | | Robert Dennison            |
| 1959-1960 | 14                                | 6                                 | 7                                 | 1                                 | 69                                | 83                                | 13                                | 6e de LNA                                                               | | Jack Yost                  |
| 1960-1961 | 14                                | 2                                 | 11                                | 1                                 | 38                                | 91                                | 5                                 | 8e de LNA                                                               | Barrage de promotion/relégation LNA/LNB : · 2-4 / 3-8 SC Langnau · Relégué en LNB                                                                                                 | Jack Yost Michel Wehrli    |
| 1961-1962 | 14                                | 7                                 | 5                                 | 2                                 | 63                                | 46                                | 16                                | 4e du groupe ouest de LNB                                               | |                            |
| 1962-1963 | 14                                | 7                                 | 7                                 | 0                                 | 52                                | 49                                | 14                                | 4e du groupe ouest de LNB                                               | | Larry Kwong                |
| 1963-1964 | 14                                | 6                                 | 8                                 | 0                                 | 68                                | 55                                | 12                                | 6e du groupe ouest de LNB                                               | | Larry Kwong                |
| 1964-1965 | 14                                | 6                                 | 6                                 | 2                                 | 53                                | 44                                | 14                                | 4e du groupe ouest de LNB                                               | | Miroslav Klůc (de)         |
| 1965-1966 | 18                                | 9                                 | 6                                 | 3                                 | 96                                | 72                                | 21                                | 4e du groupe ouest de LNB                                               | | Miroslav Klůc              |
| 1966-1967 | 18                                | 11                                | 5                                 | 2                                 | 84 ou 87                          | 46 ou 48                          | 24                                | 3e du groupe ouest de LNB                                               | | Miroslav Klůc              |
| 1967-1968 | 14 8                              | 10 7                              | 2 0                               | 2 1                               | 71 49                             | 29 19                             | 22 15                             | 1er du groupe ouest de LNB 1er du tour final                            | Barrage de promotion en LNA : · 0-7 HC Sierre | Bernard Bagnoud            |
| 1968-1969 | 13 8                              | 12 4                              | 1 2                               | 0 2                               | 80 40                             | 28 34                             | 24 10                             | 1er du groupe ouest de LNB 3e du tour final                             | | Bernard Bagnoud            |
| 1969-1970 | 14 13                             | 4 6                               | 8 6                               | 2 1                               | 42 46                             | 53 42                             | 10 13                             | 7e du groupe ouest de LNB 5e du tour de maintien                        | | Marc Picard                |
| 1970-1971 | 14                                | 8 9                               | 3 2                               | 3                                 | 69 63                             | 40 42                             | 19 21                             | 1er du groupe ouest de LNB 2e du tour final                             | | Marc Picard                |
| 1971-1972 | 14                                | 5 9                               | 7 4                               | 2 1                               | 45 64                             | 48 45                             | 12 19                             | 5e du groupe ouest de LNB 2e du tour de maintien                        | | Marc Picard                |
| 1972-1973 | 14                                | 12 8                              | 1 5                               | 1                                 | 97 64                             | 30 58                             | 25 17                             | 1er du groupe ouest de LNB 4e du tour final                             | | Eric Nesterenko            |
| 1973-1974 | 14                                | 10 8                              | 2 6                               | 2 0                               | 81 63                             | 39 57                             | 22 16                             | 1er du groupe ouest de LNB 4e du tour final                             | | Robert Lindberg            |
| 1974-1975 | 14                                | 9 5                               | 3 5                               | 2 4                               | 85 57                             | 51 73                             | 20 14                             | 3e du groupe ouest de LNB 5e du tour final                              | | Robert Lindberg            |
| 1975-1976 | 14                                | 8                                 | 3 6                               | 3 0                               | 60 80                             | 44 73                             | 19 16                             | 2e du groupe ouest de LNB 4e du tour final                              | | Réal Vincent               |
| 1976-1977 | 14                                | 14 8                              | 0 4                               | 0 2                               | 121 74                            | 46 64                             | 28 18                             | 1er du groupe ouest de LNB 3e du tour final                             | | Réal Vincent               |
| 1977-1978 | 30                                | 22                                | 4                                 | 4                                 | 199                               | 106                               | 48                                | 1er de LNB                                                              | Promu en LNA | Réal Vincent               |
| 1978-1979 | 28                                | 11                                | 14                                | 3                                 | 113                               | 137                               | 25                                | 5e de LNA                                                               | | Réal Vincent               |
| 1979-1980 | 28                                | 8                                 | 16                                | 4                                 | 105                               | 150                               | 20                                | 7e de LNA                                                               | | Réal Vincent               |
| 1980-1981 | 28 10                             | 1 3                               | 22 5                              | 5 2                               | 85 48                             | 159 60                            | 7 8                               | 8e de LNA 4e du groupe de promotion/relégation LNA/LNB                  | Relégué en LNB | Réal Vincent Francis Blank |
| 1981-1982 | 28 10                             | 18 5                              | 9 4                               | 1                                 | 157 46                            | 111 50                            | 37 11                             | 3e du groupe ouest de LNB 1er du groupe ouest de maintien               | | Francis Blank              |
| 1982-1983 | 28 10                             | 17 3                              | 6                                 | 5 1                               | 140 43                            | 98 55                             | 39 7                              | 1er du groupe ouest de LNB 6e du groupe de promotion/relégation LNA/LNB | | Francis Reinhard           |
| 1983-1984 | 28 14                             | 7 3                               | 19 10                             | 2 1                               | 99 61                             | 142 85                            | 16 10                             | 8e du groupe ouest de LNB 8e de la poule de maintien                    | Relégué en 1L | Jacques Noël               |
| 1984-1985 | 22 2                              | 21 1                              | 0                                 | 1                                 | 221 10                            | 43 5                              | 43 3                              | 1er du groupe III de 1L 2e du groupe final                              | Barrage d’accès au groupe final : · 4-1 EHC Bülach · Promu en LNB | Richard David              |

### Après l'introduction des séries éliminatoires
| Saison    | PJ    | V          | VP  | VF  | D          | DP  | DF  | N        | BP            | BC            | Pts        | Classement                                                | Séries éliminatoires | Entraîneur                                                 |
| --------- | ----- | ---------- | --- | --- | ---------- | --- | --- | -------- | ------------- | ------------- | ---------- | --------------------------------------------------------- | --- | ---------------------------------------------------------- |
| 1985-1986 | 36    | 14         | —   | —   | 20         | —   | —   | 2        | 138           | 176           | 30         | 9e de LNB                                                 | Relégué en 1L | Richard David Réal Vincent / Gérard Dubi                   |
| 1986-1987 | 22 10 | 19 6       | —   | —   | 3 4        | —   | —   | 0        | 177 51        | 50 35         | 38 12      | 2e du groupe III de 1L 3e du groupe final                 | | George Bastl                                               |
| 1987-1988 | 20    | 16         | —   | —   | 2          | —   | —   | 2        | 160           | 64 ou 67      | 34         | 3e du groupe III de 1L                                    | | George Bastl                                               |
| 1988-1989 | 22 10 | 19 6       | —   | —   | 3 2        | —   | —   | 0 2      | 183 46        | 50 34         | 38 14      | 1er du groupe III de 1L 2e de la poule de promotion       | Promu en LNB | Jean Lussier                                               |
| 1989-1990 | 36 10 | 14 4 ou 5  | —   | —   | 16 4 ou 5  | —   | —   | 6 0 ou 2 | 153 38 ou 53  | 167 16 ou 46  | 34 10      | 8e de LNB 4e de la poule de maintien                      | | William Flynn (de)                                         |
| 1990-1991 | 36 10 | 20 ou 21 1 | —   | —   | 12 ou 13 9 | —   | —   | 3 0      | 194 ou 195 46 | 174 ou 181 66 | 43 ou 45 2 | 3e de LNB 6e de la poule de promotion/relégation LNA /LNB | | William Flynn                                              |
| 1991-1992 | 36 10 | 15 5 ou 6  | —   | —   | 19 3 ou 4  | —   | —   | 2 0 ou 2 | 186 59        | 185 50        | 32 12      | 8e de LNB 4e de la poule de maintien                      | | William Flynn                                              |
| 1992-1993 | 36    | 18         | —   | —   | 18         | —   | —   | 0        | 141           | 133           | 36         | 7e de LNB                                                 | Barrage de maintien : · 4-0 SC Lyss                                                                                                | Jean Lussier                                               |
| 1993-1994 | 36    | 22         | —   | —   | 12         | —   | —   | 2        | 150           | 110           | 46         | 3e de LNB                                                 | 3-1 GC Zurich · 3-1 HC Martigny · 2-3 SC Rapperswil-Jona                                                                           | Jean Lussier                                               |
| 1994-1995 | 36    | 30         | —   | —   | 4          | —   | —   | 2        | 215           | 100           | 62         | 1er de LNB                                                | 3-0 HC Olten · 3-0 SC Langnau · 3-2 GC Zurich · Promu en LNA                                                                       | Jean Lussier                                               |
| 1995-1996 | 36 4  | 4 1        | —   | —   | 30 2       | —   | —   | 2 1      | 71 16         | 179 18        | 10 3       | 10e de LNA 2e de la poule de promotion/relégation LNA/LNB | Barrage pour le maintien en LNA : · 0-4 HC Fribourg-Gottéron · Relégué en LNB                                                      | Jean Lussier Douglas McKay                                 |
| 1996-1997 | 22 20 | 10 7       | —   | —   | 9 10       | —   | —   | 3        | 101 72        | 100 90        | 23 29      | 7e de LNB 5e de la poule finale                           | 1-3 SC Herisau | Douglas McKay Bernie Johnston (en) Jean-Michel Courvoisier |
| 1997-1998 | 40    | 13         | —   | —   | 21         | —   | —   | 6        | 128           | 159           | 32         | 8e de LNB                                                 | 1-3 HC Coire | Benoît Laporte                                             |
| 1998-1999 | 40    | 19         | —   | —   | 17         | —   | —   | 4        | 132           | 129           | 42         | 5e de LNB                                                 | 1-3 HC Bienne | Benoît Laporte                                             |
| 1999-2000 | 36    | 15         | —   | —   | 15         | —   | —   | 6        | 120           | 119           | 36         | 6e de LNB                                                 | 1-3 Genève-Servette HC | Benoît Laporte                                             |
| 2000-2001 | 40    | 28         | —   | —   | 9          | —   | —   | 3        | 189           | 125           | 57         | 1er de LNB                                                | 3-0 HC Sierre · 3-2 HC Viège · 3-0 HC Bienne · Barrage de promotion/relégation LNA/LNB : · 4-2 HC La Chaux-de-Fonds · Promu en LNA | Riccardo Fuhrer                                            |
| 2001-2002 | 44    | 18         | —   | —   | 22         | —   | —   | 4        | 128           | 145           | 40         | 9e de LNA                                                 | 4-1 HC Coire | Michael McParland                                          |
| 2002-2003 | 44    | 13         | —   | —   | 26         | —   | —   | 5        | 102           | 140           | 31         | 12e de LNA                                                | Barrage de maintien annulé | Michael McParland                                          |
| 2003-2004 | 48 8  | 15 2       | —   | —   | 30 6       | —   | —   | 3 0      | 116 16        | 171 24        | 33 4       | 11e de LNA 4e de la poule de maintien                     | Barrage de promotion/relégation LNA/LNB : · 4-0 HC Bienne                                                                          | Mike McParland Gary Sheehan / Riccardo Fuhrer              |
| 2004-2005 | 44    | 8          | —   | —   | 30         | —   | —   | 6        | 111           | 169           | 22         | 12e de LNA                                                | 1-4 Kloten Flyers · 1-4 HC Fribourg-Gottéron · Barrage de promotion/relégation LNA/LNB : · 2-3 HC Bâle · Relégué en LNB            | Gary Sheehan / William Stewart                             |
| 2005-2006 | 42    | 21         | —   | —   | 13         | —   | —   | 8        | 148           | 123           | 50         | 4e de LNB                                                 | 4-3 HC Viège · 1-4 HC Bienne | Heikki Leime                                               |
| 2006-2007 | 45    | 20         |     |     | 21         |     |     | —        | 186           | 159           | 67         | 8e de LNB                                                 | 4-2 HC La Chaux-de-Fonds · 1-4 HC Bienne                                                                                           | Heikki Leime Paul-André Cadieux                            |
| 2007-2008 | 49    | 31         |     |     | 11         |     |     | —        | 212           | 122           | 104        | 2e de LNB                                                 | 4-0 GCK Lions · 3-4 HC La Chaux-de-Fonds                                                                                           | Paulin Bordeleau Kevin Ryan                                |
| 2008-2009 | 41 6  | 25 4       | 0   | 2 1 | 13 1       | 1 0 | 0   | —        | 158 29        | 116 15        | 80 14      | 2e de LNB 1er de la poule finale                          | 4-2 HC Thurgovie · 4-0 HC Ajoie · 4-2 HC La Chaux-de-Fonds · Barrage de promotion/relégation LNA/LNB : · 3-4 HC Bienne             | Dany Gelinas Terry Yake                                    |
| 2009-2010 | 45    | 28         | 1   | 1   | 12         | 1   | 2   | —        | 166           | 121           | 91         | 3e de LNB                                                 | 4-3 HC Ajoie · 4-1 HC Olten · 4-1 HC Viège · Barrage de promotion/relégation LNA/LNB : · 3-4 HC Bienne                             | Terry Yake John Van Boxmeer                                |
| 2010-2011 | 45    | 22         | 1   | 4   | 13         | 4   | 1   | —        | 159           | 122           | 81         | 3e de LNB                                                 | 4-3 HC Ajoie · 4-2 HC Olten · 0-4 HC Viège                                                                                         | John Van Boxmeer                                           |
| 2011-2012 | 45    | 31         | 0   | 4   | 9          | 0   | 1   | —        | 186           | 115           | 102        | 1er de LNB                                                | 4-1 GCK Lions · 4-0 HC Viège · 2-4 SC Langenthal                                                                                   | John Van Boxmeer                                           |
| 2012-2013 | 50    | 31         | 1   | 1   | 16         | 0   | 1   | —        | 203           | 132           | 98         | 4e de LNB                                                 | 4-1 HC Viège · 4-2 HC Ajoie · 4-0 HC Olten · Barrage de promotion/relégation LNA/LNB : · 4-2 SCL Tigers · Promu en LNA             | John Van Boxmeer Gerd Zenhäusern                           |
| 2013-2014 | 50    | 20         | 2   | 2   | 20         | 3   | 3   | —        | 104           | 115           | 74         | 8e de LNA                                                 | 3-4 ZSC Lions | Heinz Ehlers                                               |
| 2014-2015 | 50    | 19         | 1   | 4   | 20         | 2   | 4   | —        | 105           | 116           | 73         | 7e de LNA                                                 | 3-4 CP Berne | Heinz Ehlers                                               |
| 2015-2016 | 50 6  | 17 3       | 2 0 | 4 0 | 23 3       | 2 0 | 2 0 | —        | 123 17        | 143 12        | 67 9       | 9e de LNA 1er du tour de placement                        | | Heinz Ehlers                                               |
| 2016-2017 | 50    | 23         | 3   | 2   | 21         | 0   | 1   | —        | 154           | 139           | 80         | 4e de LNA                                                 | 0-4 HC Davos | Daniel Ratushny                                            |
| 2017-2018 | 50 6  | 15 4       | 1 0 | 3 0 | 21 2       | 7 0 | 3 0 | —        | 149 25        | 169 16        | 63 12      | 10e de NL 2e du tour de placement                         | | Daniel Ratushny Yves Sarault John Fust                     |
| 2018-2019 | 50    | 25         | 1   | 1   | 20         | 1   | 2   | —        | 141           | 126           | 82         | 3e de NL                                                  | 4-3 SCL Tigers 1-4 EV Zoug | Ville Peltonen                                             |
| 2019-2020 | 50    | 20         | 2   | 2   | 19         | 5   | 2   | —        | 136           | 131           | 75         | 6e de NL                                                  | Championnat annulé après la saison régulière à cause du coronavirus                                                                | Ville Peltonen Craig MacTavish                             |
| 2020-2021 | 51    | 23         | 4   | 3   | 15         | 4   | 2   | —        | 159           | 125           | 1,745 (89) | 4e de NL                                                  | 2-4 ZSC Lions | Craig MacTavish                                            |
| 2021-2022 | 51    | 27         | 1   | 0   | 19         | 2   | 2   | —        | 155           | 143           | 1,706 (87) | 7e de NL                                                  | Préplay-off : 2-1 HC Ambrì-Piotta Play-off : 1-4 HC Fribourg-Gottéron                                                              | John Fust                                                  |
| 2022-2023 | 52    | 17         | 3   | 4   | 22         | 2   | 4   | —        | 139           | 160           | 71         | 11e de NL                                                 | | John Fust Geoff Ward                                       |
| 2023-2024 | 52    | 25         | 3   | 2   | 16         | 5   | 1   | —        | 158           | 126           | 91         | 3e de NL                                                  | 4-3 HC Davos 4-1 HC Fribourg-Gottéron 3-4 ZSC Lions                                                                                | Geoff Ward                                                 |
| 2024-2025 | 52    | 25         | 6   | 3   | 14         | 1   | 3   | —        | 153           | 128           | 97         | 1er de NL                                                 | 4-3 SCL Tigers 4-3 HC Fribourg-Gottéron 1-4 ZSC Lions                                                                              | Geoff Ward                                                 |

## Coupe de Suisse
Ce chapitre récapitule le parcours de l’équipe en coupe.
| Édition                                    | Tour                | Parcours | Entraîneur         |
| ------------------------------------------ | ------------------- | --- | ------------------ |
| 1956-1957                                  | Ne participe pas    | Ne participe pas | Ne participe pas   |
| 1957-1958                                  | Finale              | 13-8 HC Martigny (LNB) · 5-0 (forfait) CP Berne (LNB) · 6-1 Zürcher SC (LNA) · 5-11 Neuchâtel Sports Young Sprinters HC (LNA) | Robert Dennison    |
| 1958-1959                                  | Quarts de finale    | 10-8 Urania Genève Sport (1L) · 4-11 Servette HC (LNB)                                                                        | Robert Dennison    |
| 1959-1960                                  | Demi-finales        | 5-0 (forfait) HC Le Locle (?) · 3-2 a. p. HC Bienne (1L) · 7-4 Servette HC (LNB) · 2-8 HC Viège (LNB)                         | Jack Yost          |
| 1960-1961                                  | Quarts de finale    | 5-0 (forfait) EHC Bülach (?) · 2-1 CP Fleurier (LNB) · 3-8 HC Bâle-Rotweiss (LNA)                                             | Jack Yost          |
| 1961-1962                                  | Ne participe pas    | Ne participe pas | Ne participe pas   |
| 1962-1963                                  | Troisième tour      | 19-1 HC Champéry (1L) · 0-5 (forfait) SC Küsnacht (de) (1L)                                                                   | Larry Kwong        |
| 1963-1964                                  | Huitièmes de finale | 8-1 HC Yverdon-les-Bains (1L) · 8-4 Forward Morges HC (2L) · 1-10 Zürcher SC (LNA)                                            | Larry Kwong        |
| 1964-1965                                  | Deuxième tour       | 4-5 a. p. HC Sierre (LNB) | Miroslav Klůc (de) |
| 1965-1966                                  | Huitièmes de finale | 8-0 HC Yverdon-les-Bains (1L) · 3-2 HC Sierre (LNB) · 5-7 GC Zurich (LNA)                                                     | Miroslav Klůc      |
| Aucune édition disputée entre 1967 et 1970 |                     | |                    |
| 1971-1972                                  | Quarts de finale    | 8-7 / 8-0 HC Sion (LNB) · 10-3 / 2-5 HC Sierre (LNA) · 1-2 / 3-4 HC Ambrì-Piotta (LNA)                                        | Marc Picard        |
| Aucune édition disputée entre 1973 et 2013 |                     | |                    |
| 2014-2015                                  | Huitièmes de finale | 6-1 HC La Chaux-de-Fonds (LNB) · 0-1 Genève-Servette HC (LNA)                                                                 | Heinz Ehlers       |
| 2015-2016                                  | Finale              | 6-1 Forward Morges HC (1L) · 2-1 HC Fribourg-Gottéron (LNA) · 3-2 (Fus.) Rapperswil Jona Lakers (LNB) · 1-4 ZSC Lions (LNA)   | Heinz Ehlers       |
| 2016-2017                                  | Demi-finales        | 5-4 HC Ajoie (LNB) · 2-1 a. p. Rapperswil Jona Lakers (LNB) · 3-2 SCL Tigers (LNA) · 2-3 EHC Kloten (LNA)                     | Daniel Ratushny    |
| 2017-2018                                  | Seizièmes de finale | 2-4 HC Ajoie (SL) | Daniel Ratushny    |
| 2018-2019                                  | Huitièmes de finale | 7-2 HC Ajoie (SL) 1-3 HC Ambrì-Piotta (NL)                                                                                    | Ville Peltonen     |
| 2019-2020                                  | Huitièmes de finale | 1-0 HC Sierre (SL) 3-4 a. p. HC Ajoie (SL)                                                                                    | Ville Peltonen     |
| 2020-2021                                  | Quarts de finale    | 4-0 HC université Neuchâtel (1L) 5-2 HC Bienne (NL) 0-1 fus. Genève-Servette HC                                               | Craig MacTavish    |

## Coupe de Suisse de Ligue nationale B
Ce chapitre récapitule le parcours de l’équipe en Coupe de LNB.
| Édition   | Tour         | Parcours                                     | Entraîneur         |
| --------- | ------------ | -------------------------------------------- | ------------------ |
| 1966-1967 | Demi-finales | 5-2 / 2-2 CP Lucerne · 5-5 / 2-7 HC Martigny | Miroslav Klůc (de) |

## Coupe Spengler
Ce chapitre récapitule le parcours de l'équipe lors de ses neuf participations en Coupe Spengler.
| Édition | PJ | V | VP | VF | D | DP | DF | N | BP | BC | Pts | Classement            | Phase à élimination directe               | Entraîneur       |
| ------- | -- | - | -- | -- | - | -- | -- | - | -- | -- | --- | --------------------- | ----------------------------------------- | ---------------- |
| 1941    | 2  | 0 | —  | —  | 2 | —  | —  | 0 | 2  | 14 | 0   | 3e                    |                                           | Albert Fanchamps |
| 1942    | 2  | 0 | —  | —  | 2 | —  | —  | 0 | 4  | 21 | 0   | 3e                    |                                           |                  |
| 1943    | 2  | 0 | —  | —  | 2 | —  | —  | 0 | 4  | 10 | 0   | 3e                    |                                           |                  |
| 1944    | 2  | 1 | —  | —  | 1 | —  | —  | 0 | 4  | 3  | 3   | 2e                    |                                           |                  |
| 1945    | 3  | 0 | —  | —  | 3 | —  | —  | 0 | 3  | 9  | 0   | 4e                    |                                           |                  |
| 1947    | 3  | 1 | —  | —  | 2 | —  | —  | 0 | 13 | 31 | 2   | 3e                    |                                           |                  |
| 1948    | 2  | 0 | —  | —  | 2 | —  | —  | 0 | 4  | 22 | 0   | 3e de la phase finale | Premier tour : · 7-5 CP Berne             |                  |
| 1950    | 4  | 0 | —  | —  | 4 | —  | —  | 0 | 9  | 21 | 0   | 5e                    |                                           | Hans Cattini     |
| 1951    | 2  | 1 | —  | —  | 1 | —  | —  | 0 | 11 | 10 | 2   | 2e du groupe B        | Match pour la 5e place : · 11-5 EV Füssen | Hans Cattini     |

## Coupes d'Europe
Ce chapitre récapitule le parcours de l'équipe en compétitions européennes.

### Ligue des champions
| Édition   | Tour                | Parcours | Entraîneur     |
| --------- | ------------------- | --- | -------------- |
| 2019-2020 | Quarts de finale    | Phase de groupes : 2-3 a. p. HK Iounost Minsk 5-4 fus. Pelicans Lahti 3-2 HK Iounost Minsk 4-3 fus. Pelicans Lahti 1-2 a. p. HC Oceláři Třinec 5-3 HC Oceláři Třinec Séries éliminatoires : 2-1 / 4-4 a. p. HC Škoda Plzeň 1-2 / 2-5 Luleå HF | Ville Peltonen |
| 2021-2022 | Phase de groupes    | Phase de groupes : 3-2 a. p. Lukko 1-4 Cardiff Devils 0-3 Lukko 2-0 Cardiff Devils 2-5 Adler Mannheim 3-1 Adler Mannheim | John Fust      |
| 2024-2025 | Huitièmes de finale | Phase de groupes : 1-2 a. p. HC Oceláři Třinec 2-1 Fischtown Pinguins 7-2 Ilves 3-1 Fehérvár AV19 2-3 a. p. Storhamar Dragons 2-0 Tappara Séries éliminatoires : 0-5 / 4-7 Genève-Servette HC                                                 | Geoff Ward     |